# Kinga Czerwińska
Kinga Maria Czerwińska – polska etnolożka, doktor habilitowany nauk humanistycznych, profesor Instytutu Nauk o Kulturze Wydziału Humanistycznego Uniwersytetu Śląskiego.

## Życiorys
W 1995–2000 studiowała etnologię w Filii w Cieszynie Uniwersytetu Śląskiego w Katowicach. 14 listopada 2005 na Uniwersytecie im. Adama Mickiewicza w Poznaniu obroniła pracę doktorską Sztuka ludowa na pograniczach kulturowych – wybrane zagadnienia: Przykład Śląska Cieszyńskiego (wyd. 2009), której promotorką była prof. Irena Bukowska-Floreńska. 21 maja 2019 habilitowała się na podstawie pracy Przepakować dziedzictwo: Przeszłość jako projekcja rzeczywistości – przypadki śląskie.
W 2009 rozpoczęła pracę na stanowisku adiunkta w Instytucie Etnologii i Antropologii Kulturowej macierzystej uczelni. W 2020 powierzono jej stanowisko profesora.